# Pierre Rolland (cyclisme)
Pour les articles homonymes, voir Pierre Rolland et Rolland.

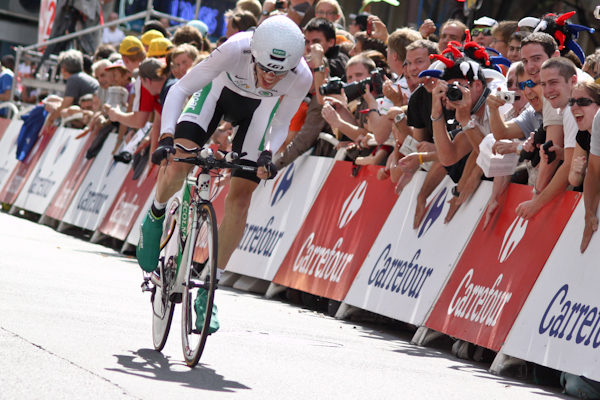
Pierre Rolland avec son maillot blanc de meilleur jeune lors du contre la montre au Tour de France 2011.

Pierre Rolland, né le 10 octobre 1986 à Gien (Loiret), est un coureur cycliste français,  professionnel de 2007 à 2022. Il remporte une étape à l'Alpe d'Huez et le classement du meilleur jeune lors du Tour de France 2011, puis une étape à La Toussuire lors du Tour de France 2012, qu'il termine à la huitième place du classement général. Il se classe quatrième du Tour d'Italie 2014. Il remporte également une étape du Tour d'Italie 2017 à Canazei.

## Biographie

### Carrière cycliste

#### Jeunesse et début chez les amateurs
Pierre Rolland commence le cyclisme à Orléans avec son ami Benjamin Gault, et court au Cercle Gambetta Orléans. N'ayant jamais fait de vélo avant ses 13 ans, il commence par le VTT avant de se diriger vers la route. En catégorie cadets, il remporte de nombreuses victoires.
En 2004, il est sélectionné en équipe de France et participe à des manches de la coupe du monde juniors. Il se classe 8e du Grand Prix Rüebliland, 11e du Tour de Lorraine juniors, 18e du Tour de Basse-Saxe juniors. Il prend part aux championnats du monde sur route et s’adjuge la 15e place de la course en ligne junior.
En 2005, il rejoint l'équipe amateur bretonne Super Sport 35-ACNC, dirigée par Stéphane Heulot. Rolland quitte donc son foyer familial pour habiter à Rennes et se finance en travaillant dans un McDonald's. En 2006, avec cette équipe, il remporte la course Loire-Atlantique espoirs, le Prix d'Armorique, épreuve de la Mi-août bretonne, et se classe notamment 4e de la Ronde de l'Isard d'Ariège. Avec l'équipe de France des moins de 23 ans, il termine neuvième du Tour de Berlin et participe aux championnats du monde sur route espoirs où il prend la 83e place de la course en ligne de sa catégorie. Il y est coéquipier de Romain Feillu qui se classe deuxième. Lors de cette saison, il devient le 1er août stagiaire dans l'équipe Crédit agricole et dispute le Tour de l'Ain.

#### 2007 - 2008: premières années professionnelles au Crédit agricole
Pierre Rolland passe professionnel en 2007 chez Crédit agricole. Il est le premier néo-professionnel à gagner durant cette saison, en remportant la première étape de la Tropicale Amissa Bongo devant Frédéric Guesdon pour son premier jour de course en tant que professionnel. Il termine deuxième du classement général de l'épreuve derrière ce dernier. Pour ses premiers pas à ce niveau, il gagne également en solitaire une étape du Tour du Limousin, et se classe notamment 2e du Tour du Doubs, 7e du Grand Prix d'ouverture La Marseillaise et 8e du Tro Bro Leon.
En 2008, il commence la saison avec de bonnes performances sur Paris-Nice. Troisième de la troisième étape, puis parmi les dix premiers le lendemain au mont Ventoux, il termine treizième de l'épreuve. En juin, il remporte le maillot de meilleur grimpeur du Critérium du Dauphiné libéré après avoir échoué à la 2e place de la 4e étape derrière Cyril Dessel. Grâce à ce début de saison, il est alors considéré comme un des meilleurs espoirs français,. En août, il fait partie de la sélection de cinq coureurs français participant à la course en ligne des Jeux olympiques. L'équipe Crédit agricole disparait en fin d'année. Pierre Rolland rejoint en 2009 l'équipe BBox Bouygues Telecom.

#### 2009 - 2015: BBox Bouygues Telecom puis Europcar

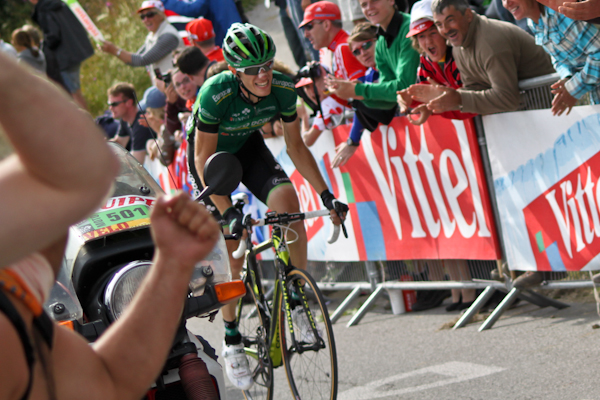
Pierre Rolland file vers la victoire lors de la du Tour de France 2011 à l'Alpe d'Huez.

Avec l'équipe BBox Bouygues Telecom, Pierre Rolland participe à son premier grand tour, le Tour de France 2009, duquel il termine à la 21e place, 4e au classement du meilleur jeune et premier de son équipe. 
En 2010, il gagne une étape du Circuit de Lorraine, dont il prend la deuxième place finale. En juin, il termine huitième du Critérium du Dauphiné. Il participe à son deuxième Tour de France. Il y prend la 4e place de la 10e étape à Gap et finit à la 58e place. Il prend également part au Tour d'Espagne, qu'il ne termine pas.
2010 est la dernière année de sponsoring de la société Bouygues Telecom. Elle est remplacée par le loueur de véhicules Europcar.
Lors du Tour de France 2011, Rolland est présent avec les meilleurs coureurs en montagne au soutien de son leader Thomas Voeckler qui défend le maillot jaune. Il remporte la 19e étape à l'Alpe d'Huez en lâchant à 2 km de l'arrivée le champion olympique Samuel Sánchez et le double vainqueur du Tour Alberto Contador. C'est la deuxième victoire d'un Français à l'Alpe d'Huez après celle remportée par Bernard Hinault en 1986 et la première sur ce Tour. Il termine à la 10e place du classement général, et remporte le maillot blanc de meilleur jeune,.
L'année suivante, il s'impose dès le début du mois de février lors d'une étape de l'Étoile de Bessèges. Prenant la tête de l'épreuve, il s'y classe finalement quatrième à l'issue du contre-la-montre final. En avril, il prend la douzième place de Liège-Bastogne-Liège, dont il remporte le classement des grimpeurs.
Le 12 juillet 2012, il remporte la onzième étape du Tour de France en solitaire, après une échappée de 120 kilomètres. Lors de l'ultime contre-la-montre du Tour de France, Rolland conserve sa 8e position au classement général malgré le retour à 7 secondes de Janez Brajkovič. Il est aussi le premier Français, deux places devant Thibaut Pinot, la révélation de ce Tour 2012.
Rolland gagne en avril 2013 la quatrième étape du Circuit de la Sarthe, ce qui lui permet de devenir premier au classement général. Le lendemain, Rolland remporte cette course par étapes, ce qui constitue sa première victoire dans une épreuve de ce type. Il est ensuite troisième de Paris-Camembert et dixième du Tour du Trentin. Ses résultats durant le reste de la saison sont décevants. En juin 2013, lors du Critérium du Dauphiné, il fait l'objet d'un contrôle sanguin non conforme (taux de cortisol effondré). Néanmoins, il prend le départ de la dernière étape avant de se retirer après 20 km. Il aborde le Tour de France avec l'ambition de terminer parmi les cinq premiers et de gagner une étape. Comme Voeckler, il n'est pas au niveau attendu et prend la 24e place du classement général,. Il se consacre dès le début du Tour de France au classement du meilleur grimpeur mais n'atteint pas cet objectif.
Toujours présent dans la formation Europcar en 2014, celle-ci intègre cette année-là le World Tour. Son programme de courses se compose principalement d'épreuves de ce niveau, lui visant particulièrement Liège-Bastogne-Liège. En fin de saison, une participation de Rolland au Tour d'Espagne, pour lequel Europcar est certaine d'être alignée du fait d'être devenue une équipe World Tour, est envisagée. Il décide finalement de participer au Tour d'Italie. Il a l'ambition de gagner des étapes et de terminer parmi les cinq premiers Il attaque lors de la huitième étape et se fait reprendre à 300 m de la ligne d'arrivée. Il est le seul à suivre Nairo Quintana dans l'ascension de Montecampione. Lors de la 16e étape qui se dispute sous le froid et la neige, il attaque dans la descente du Stelvio en compagnie de Nairo Quintana. Il finit l'étape en troisième position, trois minutes devant le maillot rose Rigoberto Urán. Lors de la 18e étape, il est à nouveau offensif dans la dernière montée qui mène à Panarotta, ce qui lui permet de distancer Cadel Evans et de prendre la troisième place au classement général. Il perd cette place au profit de Fabio Aru lors du contre-la-montre en côte de Cima Grappa. Il finit le Tour d'Italie à la quatrième place du classement général. 

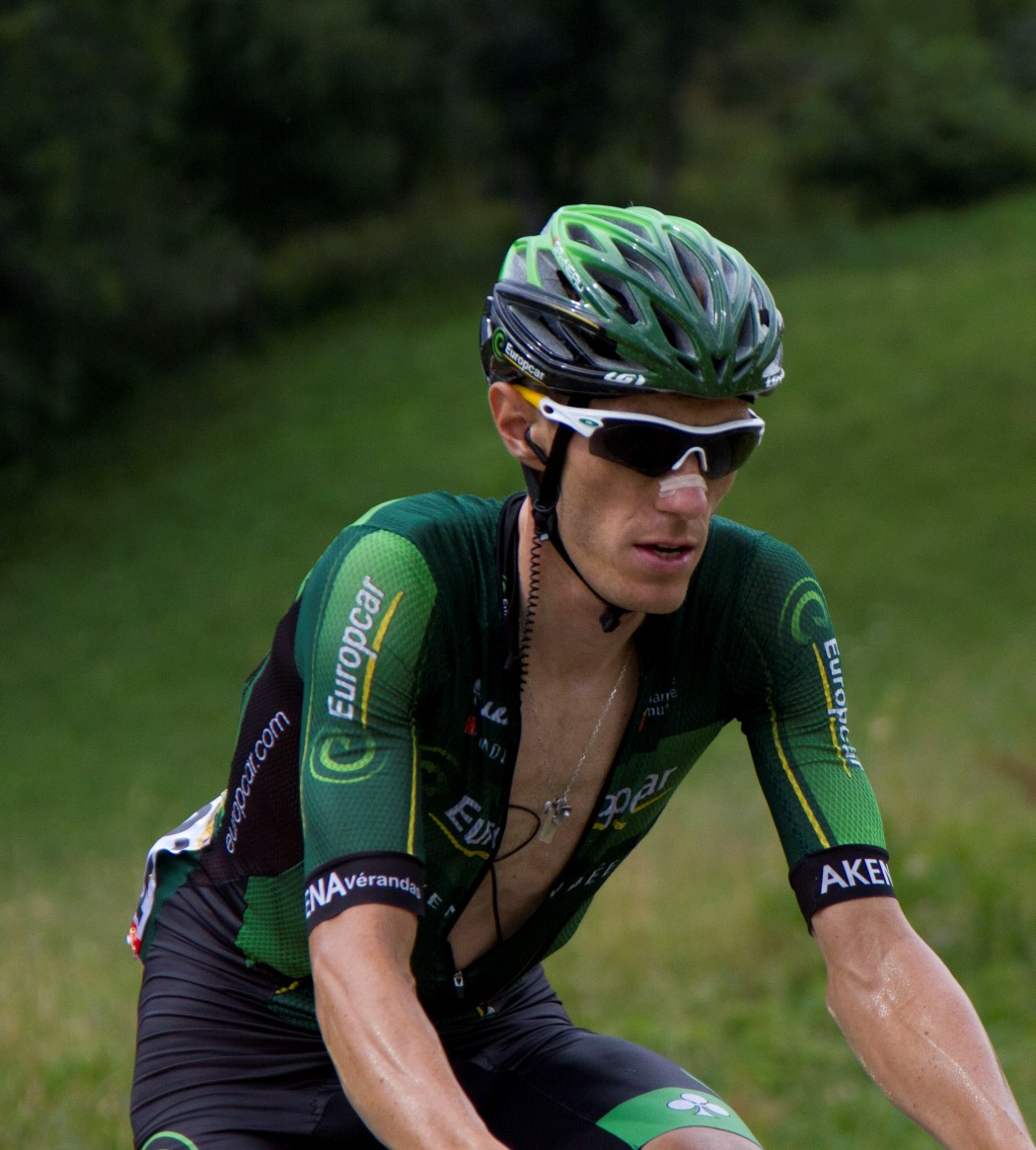
Pierre Rolland lors du Tour de France 2015.

En 2015, Pierre Rolland est proche de réaliser l'exploit sur le Tour de Catalogne, en prenant l'échappée dès la première étape. Il réussit à la terminer en seconde position, avec 2 minutes et 49 secondes d'avance sur les principaux favoris, et se place donc idéalement en vue des étapes de montagne à venir. Pourtant, à cause du froid, il perdra de nombreuses minutes lors de la 4e étape, se classant même au-delà du top 10. Sur le Tour de Castille-et-León, il réussira à remporter la troisième étape, ainsi que le classement général. Son objectif principal de la saison sera le Tour de France. Lors de la première semaine de la course, il est pris à plusieurs reprises dans des cassures et termine la semaine avec 10 minutes de retard sur le leader Christopher Froome. Lors des trois étapes pyrénéennes, Rolland termine à trois reprises avec les meilleurs et remonte de la 36e à la 16e place au général. Après des étapes de plaines où il ne perd pas de temps, les coureurs abordent les Alpes, où il a remporté deux victoires à l'Alpe-d'Huez en 2011 et à la Toussuire en 2012. Visant une victoire d'étape, le français est très offensif et part dans une échappée lors de la 18e étape, arrivant à Saint-Jean-de-Maurienne, mais malgré l'aide de son coéquipier Cyril Gautier, Pierre Rolland termine à la 2e place de l'étape derrière Romain Bardet. Lors de la 19e étape, arrivant à la Toussuire (Les Sybelles) en empruntant de nombreux cols, le coureur d'Europcar repart dans une échappée et attaque au pied du col de la Croix de Fer, alors que le peloton commence à se rapprocher. Au col, Vincenzo Nibali attaque et part en chasse derrière  Rolland avec une minute de retard. Dans la descente allant du col de la Croix de Fer au col du Mollard, Rolland parvient à garder son avance sur Nibali, pourtant considéré comme un des meilleurs descendeurs du monde. Mais dans le col du Mollard, Rolland faiblit et Nibali le rattrape au sommet, les deux coureurs font ensemble la descente menant à la Toussuire et à 16 kilomètres du sommet, Nibali lâche Rolland. Le Français, rejoint par le peloton s'accroche et se classe 11e de l'étape, il rentre ainsi dans le Top 10 au classement général.

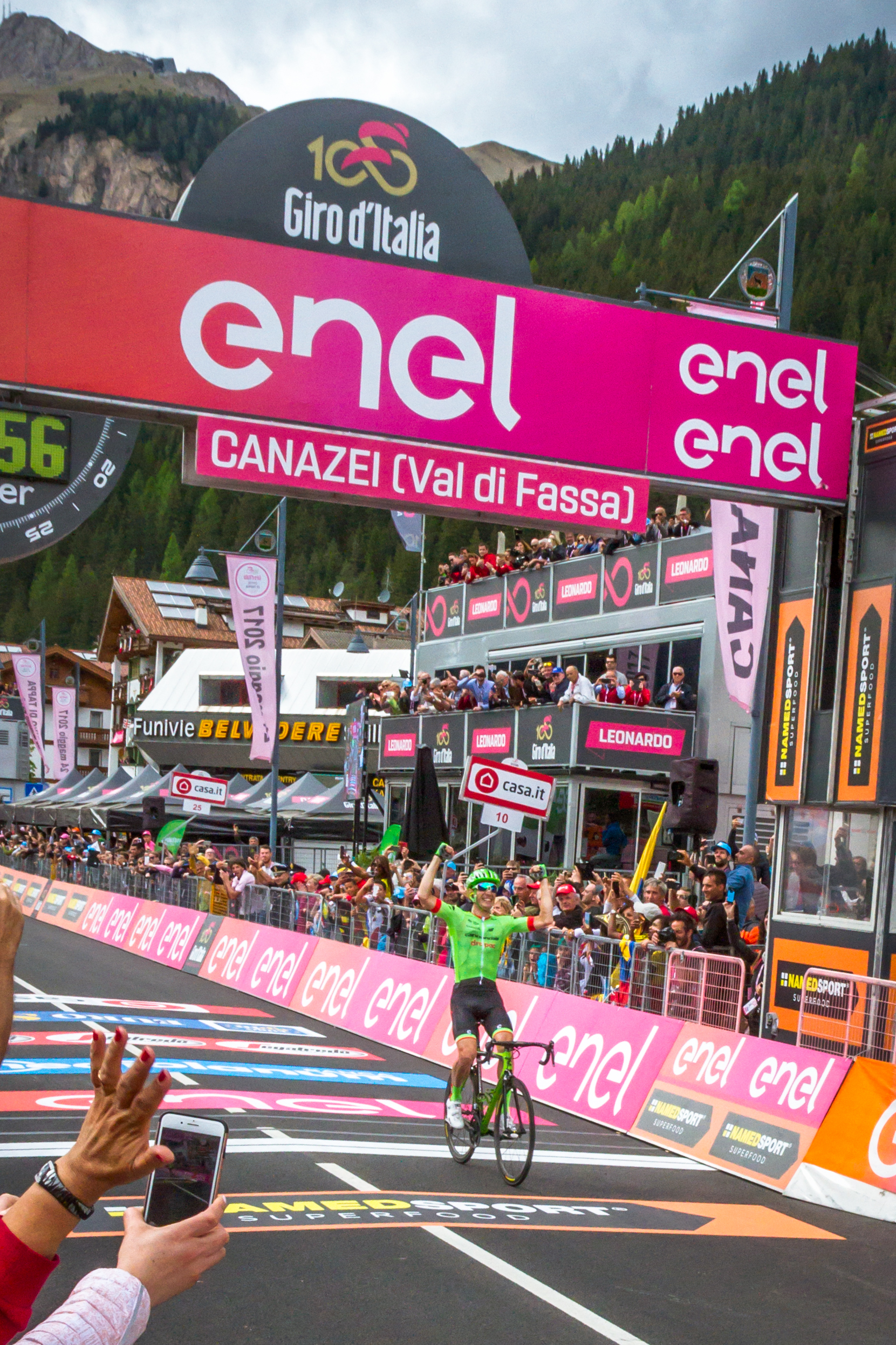
Pierre Rolland, vainqueur de la 17ème étape du Giro 2017 à Canazei.

#### 2016 - 2018: Cannondale puis EF Education First Drapac
Fin août 2015, il annonce son transfert vers l'équipe Cannondale.
En 2016, Pierre Rolland est sélectionné en tant que remplaçant pour la course en ligne des Jeux olympiques. 
En 2017, Pierre Rolland décide d'abandonner ses ambitions au classement général et de viser les étapes sur le Tour d'Italie et Tour de France, courses pour lesquelles il est le capitaine de route désigné, bien qu'étant le leader officiel de son équipe sur le dernier cité. Il s’adjuge la sixième place du classement général du Tour des Alpes, course préparatoire au Giro. Il prend part au Tour d'Italie en voulant obtenir une victoire sur le calendrier World Tour qui lui échappe depuis plus de 5 ans et sa victoire à la Toussuire. Il s'impose en solitaire lors de la 17e étape, qui se termine à Canazei, après avoir démarré à 7,5 km de l'arrivée. Il remporte en outre la troisième étape de la Route du Sud. Alors qu'il prend part au tour de France, il est victime d'un virus qui l'affaiblit.
Il prend la décision pour 2018 de ne pas participer au Tour d'Italie pour se concentrer sur le Tour de France pour sa dernière année de contrat avec l'équipe Drapac, un tour décevant où son équipe et lui n'ont jamais réussi à se remettre de l'abandon de Rigoberto Uran. Sur la Vuelta, il prend la troisième place de la quatrième étape.
Initialement sélectionné pour la course en ligne des championnats du monde 2018, Rolland renonce à y participer en raison d'une bronchite et est remplacé par Warren Barguil.

#### 2019-2022: Vital Concept B&B Hôtels
Pierre Rolland décide de revenir en France avec son meilleur ami Cyril Gautier dans la formation dirigée par Jérôme Pineau. L'équipe, en attente d'une invitation sur le Tour de France espère le voir briller sur Paris-Nice. Blessé au poignet sur la Classique de l'Ardèche, il ne peut honorer sa participation. L'équipe n'est finalement pas retenue pour le Tour de France.
En août 2020, il renoue enfin avec la victoire en remportant la troisième étape du Tour de Savoie Mont-Blanc ainsi que le classement général et deux classements annexes de cette course. Il est remplaçant pour la course en ligne des championnats du monde 2020.

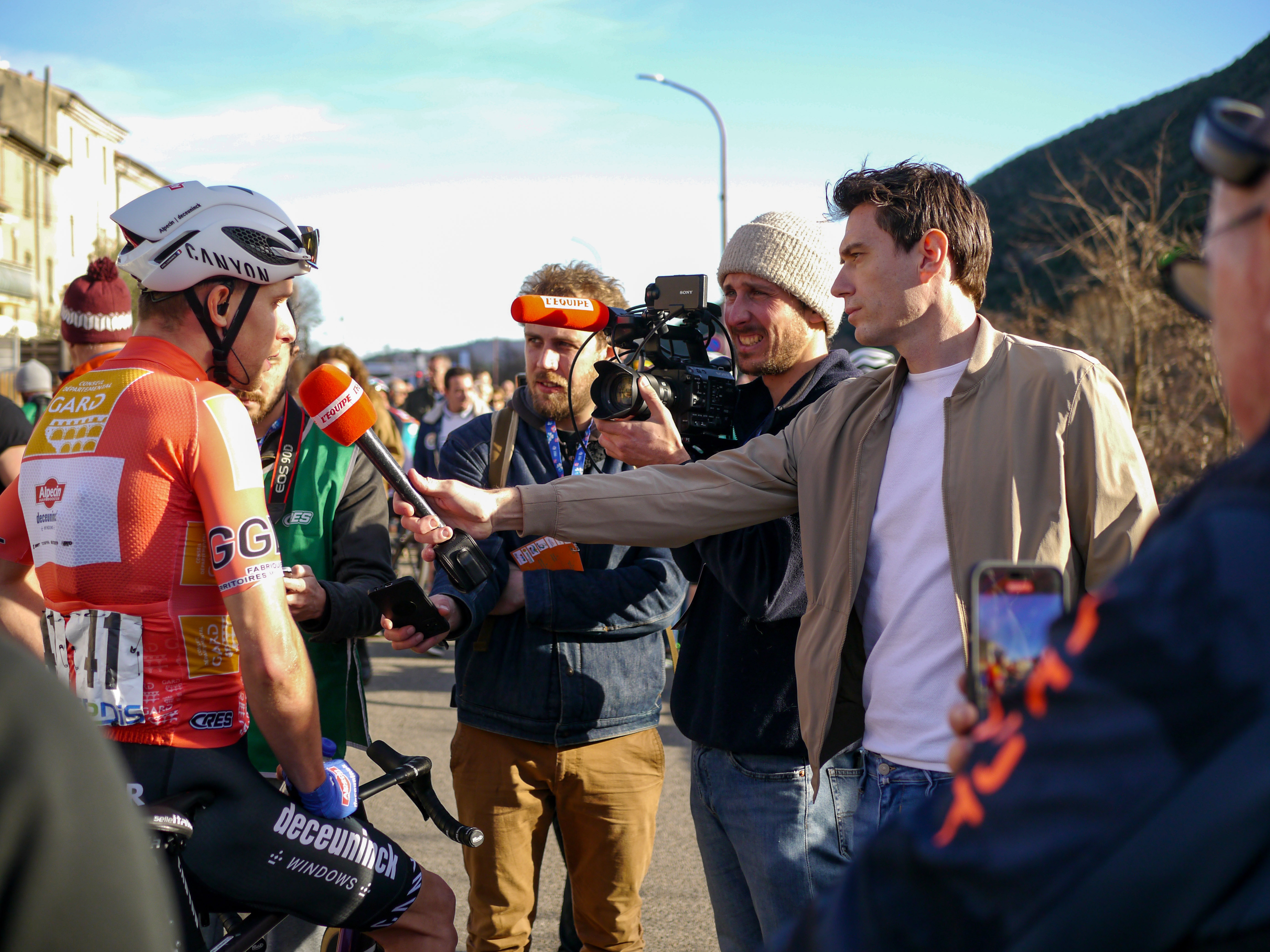
Pierre Rolland interviewant Axel Laurance à L'Étoile de Bessèges 2024.

En avril 2022, il participe à la Flèche wallonne, où il fait partie de l'échappée du jour. Au mois de juin, il remporte le maillot à pois de meilleur grimpeur sur le Critérium du Dauphiné, après avoir été échappé sur chacune des étapes, terminant notamment 2e à Gap derrière Valentin Ferron. En septembre, B&B Hotel-KTM lui prolonge son contrat jusqu'en fin d'année 2023. Cependant, faute de financement, le manager Jérôme Pineau annonce début décembre la fin de l'équipe. Le 13 décembre 2022, Pierre Rolland  décide de mettre un terme à sa carrière, .

### Reconversion professionnelle
En janvier 2023, Pierre Rolland annonce devenir consultant pour L'Équipe,.

## Palmarès et classements mondiaux

### Palmarès
| - 2003 - Signal d'Écouves - 2e du Trophée de la Ville de Châtellerault - 2005 - Loire-Atlantique Espoirs : - Classement général - 2e étape (contre-la-montre) - 2006 - Classement général de Loire-Atlantique Espoirs - Prix d'Armorique (Mi-août bretonne) - 2007 - 1re étape de la Tropicale Amissa Bongo - 2e étape du Tour du Limousin - 2e de la Tropicale Amissa Bongo - 2e du Tour du Doubs - 2009 - 3e de la Tropicale Amissa Bongo - 2010 - 4e étape du Circuit de Lorraine - 2e du Circuit de Lorraine - 8e du Critérium du Dauphiné - 2011 - Tour de France : - Classement du meilleur jeune - 19e étape - 10e du Tour de France, - 2012 - 3e étape de l'Étoile de Bessèges - 11e étape du Tour de France - 8e du Tour de France | - 2013 - Circuit de la Sarthe : - Classement général - 4e étape - 3e de Paris-Camembert - 2014 - 4e du Tour d'Italie - 2015 - Tour de Castille-et-León : - Classement général - 3e étape - 10e du Tour de France - 2016 - 10e du Critérium du Dauphiné - 2017 - 17e étape du Tour d'Italie - 3e étape de la Route du Sud - 2018 - 8e du Critérium du Dauphiné - 2020 - Tour de Savoie Mont-Blanc : - Classement général - 3e étape - 2021 - 6e étape du Tour du Rwanda |  |

### Résultats sur les grands tours

#### Tour de France
13 participations
- 2009 : 20e
- 2010 : 58e

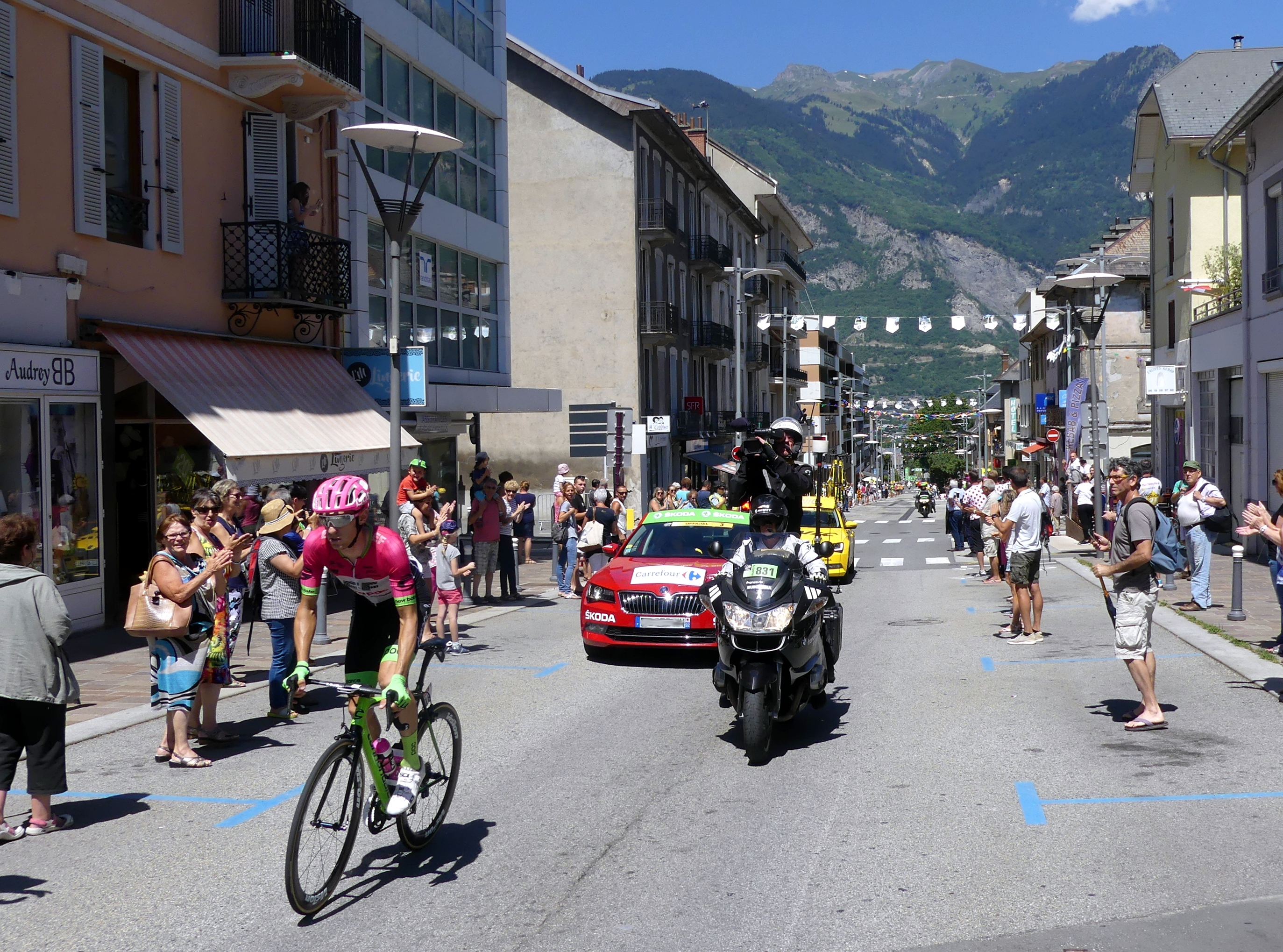
Pierre Rolland en tête de course à Saint-Jean de-Maurienne lors de la 12ème étape du Tour de France 2018.

- 2011 : 10e[13],[14],  vainqueur du classement du meilleur jeune, vainqueur de la 19e étape
- 2012 : 8e, vainqueur de la 11e étape
- 2013 : 24e
- 2014 : 11e
- 2015 : 10e
- 2016 : 16e
- 2017 : 54e
- 2018 : 27e
- 2020 : 18e
- 2021 : 51e
- 2022 : 69e

#### Tour d'Italie
2 participations
- 2014 : 4e
- 2017 : 22e, vainqueur de la 17e étape

#### Tour d'Espagne
4 participations
- 2010 : abandon (9e étape)
- 2015 : 50e
- 2016 : 50e
- 2018 : 56e

### Classements mondiaux
| Année                  | 2006 | 2007 | 2008 | 2009 | 2010 | 2011 | 2012 | 2013 | 2014 | 2015 | 2016   | 2017 |
| ---------------------- | ---- | ---- | ---- | ---- | ---- | ---- | ---- | ---- | ---- | ---- | ------ | ---- |
| Classement ProTour     |      | nc   | 130e |      |      |      |      |      |      |      |        |      |
| Calendrier mondial UCI |      |      |      | nc   | 119e |      |      |      |      |      |        |      |
| UCI World Tour         |      |      |      |      |      |      |      |      | 36e  |      | 133e   | 133e |
| UCI Asia Tour          |      |      |      |      |      | 272e |      |      |      |      |        |      |
| UCI Europe Tour        | 791e |      |      |      | 141e | 178e | 209e | 55e  |      | 129e | 1 543e | 473e |